# إبراهيم عيسى (مخرج بحريني)
إبراهيم عيسى (ولد في 1948 في المحرق، البحرين - توفي في 24 أكتوبر 2004 في البحرين) مخرج إذاعي وتلفزيوني بحريني.

## النشأة والتعليم
ولد بمدينة المحرق شمال البحرين.
تعلم في مدارس البحرين الحكومية. سافر إلى القاهرة عاصمة مصر والتحق بمعهد الإذاعة والتلفزيون ونال شهادة الإخراج الإذاعي والتلفزيوني. تخرج بعد مشاركته في مسلسل القضبان مع الممثل القدير محمود المليجي.

## المسيرة المهنية
التحق بإذاعة البحرين وبدأ العمل الدرامي وكانت بداياته بمسلسل «سالفة كل يوم» لسعيد الحمد. له مشاركات في المسرح البحريني فقد كانت البدايات بمسرح نادي أم الحصم الثقافي رئيسا للجنة الثقافية. شارك وساهم في مسرح أوال الجانبين الموسيقي والفني في عدة مسرحيات محلية. اتجه للعمل التلفزيوني وشارك في الكثير من البرامج التلفزيونية مع راشد الجودر وأحمد عبد الله. عمل مع محمد جمال في حلقة تلفزيونية خاصة للفنان الشعبي البحريني محمد زويد نال فيها جائزة دول مجلس التعاون الخليجي. عمل في إخراج مسلسل «من ذاكرة الأغنية البحرينية» لراشد إبراهيم الدوسري. عمل مع المخرج السوري نجدت أنزور في مسلسل «العوسج». بعدما بدأ بالمشاركة في المهرجانات الفنية للإذاعة والتلفزيون نال الكثير من الجوائز.
أحب البحر وعشقه وكانت الهواية الوحيدة الممتعة له ركوب البحر.
له الكثير من المشاركات الأهلية فهو عضو بمسرح أوال وعضو مؤسس بجمعية المنبر الديمقراطي التقدمي الشيوعية وعضو بنادي اليخوت.

## الجوائز والتكريمات
حصد جوائز كثيرة منها الجائزة الذهبية لبرنامج عرس في الحي القديم بمهرجان تونس. وحاز على الجائزة الذهبية في آخر عمل له وهو في فترة المرض في برنامج نجم في سماء الفن لعيسى الحمر.

## الوفاة
توفي في أكتوبر 2004 بعد صراع طويل مع المرض استمر لمدة عامين.

## الحياة الشخصية
تزوج من المذيعة فتحية الجهوري وله أربعة أولاد هم فهد وعيسى وعبد الله وخالد.